# Epiphragma (Epiphragma) dysommatum
Epiphragma (Epiphragma) dysommatum is een tweevleugelige uit de familie steltmuggen (Limoniidae). De soort komt voor in het Oriëntaals gebied.